# Madonna mit Kind (Libourne, Kapelle Condat)

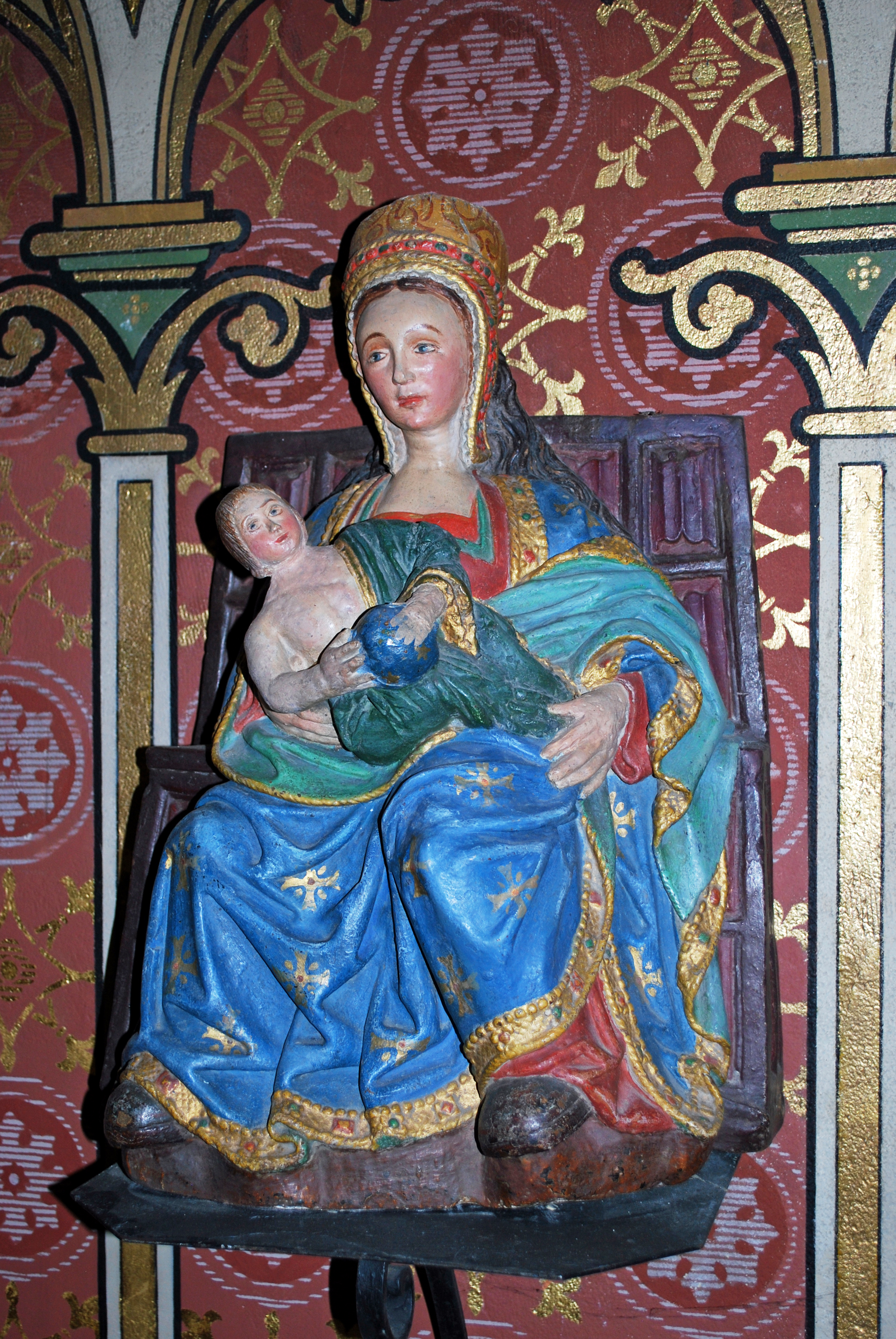
Madonna mit Kind in Libourne

Die Skulptur Madonna mit Kind in der Kapelle Notre-Dame im Ortsteil Condat von Libourne, einer französischen Gemeinde im Département Gironde der Region Nouvelle-Aquitaine, wurde im 16. Jahrhundert geschaffen. Im Jahr 1908 wurde die Skulptur als Monument historique in die Liste der denkmalgeschützten Objekte (Base Palissy) in Frankreich aufgenommen.
Die Skulptur aus Stein ist farbig gefasst. Das Jesuskind sitzt auf dem Schoß von Maria und hält die Weltkugel in Händen.